# Flygplansläge

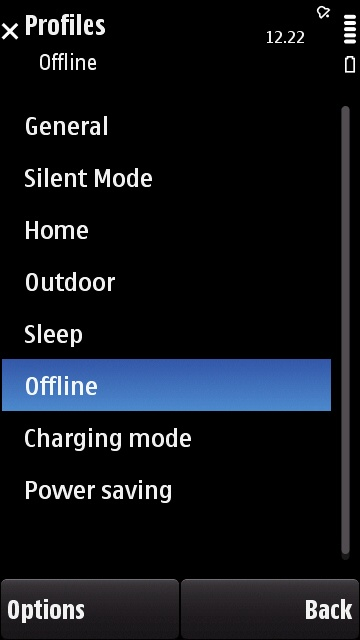
Nokia 5800 i offline mode.

Flygplansläge kallas en funktion på en mobiltelefon, där man stänger av radioförbindelsen men där telefonen ändå är påslagen. Detta gör att det inte går att ringa eller ta emot samtal eller SMS men att det går att läsa redan mottagna SMS och lyssna på musik.
Namnet har sin bakgrund i förbudet mot att använda mobiltelefoner i flygplan på grund av bedömd risk för interferens med planets elektronik. Funktionen kan också användas på andra ställen där sådan interferens kan vara en fara som t.ex. i närheten av avancerad sjukvårdsutrustning.